# Kulhalli, Jamkhandi
Kulhalli là một làng thuộc tehsil Jamkhandi, huyện Bagalkot, bang Karnataka, Ấn Độ.